# Алексеев, Николай Павлович
Николай Павлович Алексеев (1929—1983) — советский театральный актёр и педагог.

## Биография
Родился 30 октября 1929 года в Москве.
В 1952 году окончил школу-студию МХАТ, курс И. М. Раевского.
С 1952 по 1983 годы — актёр МХАТа.
Занимался преподавательской деятельностью. С 1973 года — проректор, ректор школы-студии МХАТ в 1980—1983 годах.
Умер 18 августа 1983 года на Соловецком острове, где был на отдыхе. Похоронен на Кузьминском кладбище Москвы (142 участок).

## Значимые роли
Спектакли МХАТ
- 1953 — «Дачники» М. Горького — Влас
- 1956 — «Горячее сердце» А. Н. Островского — Вася
- 1956 — «Кремлёвские куранты» Н. Ф. Погодина — Рыбаков
- 1958 — «Три сестры» А. П. Чехова, спектакль 1940 года в постановке Вл. И. Немировича-Данченко восстановлен в 1958 — Андрей Прозоров
- 1960 — «Братья Карамазовы» по роману Ф. М. Достоевского, режиссёр Б. Н. Ливанов — Алеша Карамазов
- 1963 — «Платон Кречет» А. Е. Корнейчука — Платон Кречет
- 1964 — «Егор Булычов и другие» М. Горького, режиссёр Б. Н. Ливанов — Яков Лаптев, крестник Булычова
- 1968 — «Чайка» А. П. Чехова, режиссёр Б. Н. Ливанов (в 1974 году вышел телеспектакль) — Медведенко
- 1968 — «Враги» М. Горького, восстановлен в 1968 к 100-летию автора пьесы М. Н. Кедровым (в 1972 году вышел телеспектакль) — Синцов, конторщик.
- 1977 — «Мятеж» по роману Д. А. Фурманова — Семён Владимирович Юсупов, председатель областного ревкома. В 1980 году вышел двухсерийный телеспектакль МХАТ, режиссёр Всеволод Шиловский.

Кинофильмы
- Алексей, аспирант (нет в титрах) «Человек родился», 1956, режиссёр Василий Ордынский
- Владимир Завьялов, «Свет далёкой звезды», 1964, режиссёр Пырьев Иван Александрович
- Кожух, «Железный поток», 1967, режиссёр Дзиган Ефим Львович. Видео на YouTube

## Заслуги
- Заслуженный артист РСФСР (1967).

## Галерея

Николай Павлович Алексеев, фото на открытку Мосфильма
Николай Павлович Алексеев в роли Андрея Прозорова, «Три сестры», восстановлен в 1958
Николай Павлович Алексеев в роли Алёши Карамазова, вместе с Борисом Александровичем Смирновым в роли Ивана, 1960
Фотография Бориса Николаевича Ливанова в подарок, с подписью «Коле Алексееву с верой и любовью»
Николай Павлович Алексеев в роли Алёши Карамазова, 1960
Николай Павлович Алексеев в роли Синцова, конторщика, «Враги», 1972
Николай Павлович Алексеев в роли Синцова, конторщика, вместе с Аллой Константиновной Тарасовой в роли Татьяны Луговой, «Враги», 1972
Николай Павлович Алексеев в роли Кожуха, х/ф «Железный поток», 1967